# Karl Link
Karl Link (Herrenberg, 27 luglio 1942) è un ex pistard tedesco.

## Palmarès

### Olimpiadi
- 2 medaglie:
  - 1 oro (Tokyo 1964 nell'inseguimento a squadre[1])
  - 1 argento (Città del Messico 1968 nell'inseguimento a squadre[2])